# 沃耶沃茨凱 (斯瓦托韋區)
49°56′32″N 38°32′30″E / 49.94222°N 38.54167°E
沃耶沃茨凱（烏克蘭語：Воєводське）是位於烏克蘭東部的村莊，由盧甘斯克州斯瓦托韋區的特羅伊茨凱市鎮負責管轄。該村始建於1750年，面積14.3平方公里，海拔高度162米，2001年人口450，人口密度每平方公里31.5人。